# Pływanie na Letnich Igrzyskach Olimpijskich 2020 – 4 × 200 m stylem dowolnym kobiet
4 × 200 m stylem dowolnym kobiet – jedna z konkurencji pływackich, które odbyły się podczas XXXII Igrzysk Olimpijskich w Tokio. Eliminacje miały miejsce 28 lipca, a finał konkurencji 29 lipca 2021 roku.

## Terminarz
Wszystkie godziny podane są w czasie japońskim (UTC+09:00) oraz polskim (CEST).
| Data          | Godzina rozpoczęcia | Godzina rozpoczęcia |            |
| Data          | UTC+09:00           | CEST                |            |
| ------------- | ------------------- | ------------------- | ---------- |
| 28 lipca 2021 | 20:34               | 13:34               | Eliminacje |
| 29 lipca 2021 | 12:31               | 5:31                | Finał      |

## Rekordy
Przed zawodami rekord świata i rekord olimpijski wyglądały następująco:
| Rekord            | Reprezentacja | Czas    | Miejsce | Data            |       |
| ----------------- | --- | ------- | ------- | --------------- | ----- |
| Rekord świata     | Australia · Ariarne Titmus (1:54,27) · Madison Wilson (1:56,73) · Brianna Throssell (1:55,60) · Emma McKeon (1:54,90)          | 7:41,50 | Gwangju | 25 lipca 2019   | [ 2 ] |
| Rekord olimpijski | Stany Zjednoczone · Missy Franklin (1:55,96) · Dana Vollmer (1:56,02) · Shannon Vreeland (1:56,85) · Allison Schmitt (1:54,09) | 7:42,92 | Londyn  | 1 sierpnia 2012 | [ 3 ] |

W trakcie zawodów ustanowiono następujące rekordy:
| Data     | Etap konkurencji | Reprezentacja                                                                                        | Czas    | Rekord |
| -------- | ---------------- | --- | ------- | ------ |
| 29 lipca | finał            | Chiny · Yang Junxuan (1:54,37) · Tang Muhan (1:55,00) · Zhang Yufei (1:55,66) · Li Bingjie (1:55,30) | 7:40,33 | ,      |

## Wyniki

### Eliminacje
| Miejsce | Wyścig | Tor | Państwo           | Zawodniczki | Czas      | Uwagi |
| ------- | ------ | --- | ----------------- | --- | --------- | ----- |
| 1.      | 2      | 4   | Australia         | Mollie O’Callaghan (1:55,11) WJ Meg Harris (1:57,01) Brianna Throssell (1:56,46) Tamsin Cook (1:56,03)               | 7:44,61   | Q     |
| 2.      | 1      | 4   | Stany Zjednoczone | Bella Sims (1:58,59) Paige Madden (1:55,96) Katie McLaughlin (1:56,02) Brooke Forde (1:57,00)                        | 7:47,57   | Q     |
| 3.      | 1      | 5   | Chiny             | Tang Muhan (1:57,29) Zhang Yifan (1:57,63) Dong Jie (1:57,77) Li Bingjie (1:56,29)                                   | 7:48,98   | Q     |
| 4.      | 2      | 5   | Kanada            | Katerine Savard (1:58,18) Rebecca Smith (1:55,99) Mary-Sophie Harvey (1:57,53) Sydney Pickrem (1:59,82)              | 7:51,52   | Q     |
| 5.      | 2      | 3   | ROC               | Anastasija Gużenkowa (1:57,26) Walerija Sałamatina (1:58,87) Wieronika Andrusienko (1:57,77) Anna Jegorowa (1:58,14) | 7:52,04   | Q     |
| 6.      | 1      | 3   | Niemcy            | Isabel Gose (1:57,29) Leonie Kullmann (1:59,00) Marie Pietruschka (1:58,73) Annika Bruhn (1:57,04)                   | 7:52,06   | Q     |
| 7.      | 1      | 2   | Francja           | Charlotte Bonnet (1:57,61) Assia Touati (1:58,59) Lucile Tessariol (1:59,39) Margaux Fabre (1:59,46)                 | 7:55,05   | Q     |
| 8.      | 2      | 6   | Węgry             | Zsuzsanna Jakabos (1:59,19) Laura Veres (1:57,88) Evelyn Verrasztó (2:00,35) Ajna Késely (1:58,74)                   | 7:56,16   | Q     |
| 9.      | 1      | 6   | Japonia           | Chihiro Igarashi (1:57,87) Rio Shirai (1:59,94) Nagisa Ikemoto (2:00,25) Aoi Masuda (2:00,33)                        | 7:58,39   |       |
| 10.     | 2      | 7   | Brazylia          | Aline Rodrigues (2:00,15) Larissa Oliveira (2:01,50) Nathalia Almeida (1:59,18) Gabrielle Roncatto (1:58,67)         | 7:59,50   |       |
| 11.     | 1      | 1   | Południowa Afryka | Aimee Canny (1:58,41) Rebecca Meder (2:00,53) Duné Coetzee (1:59,75) Erin Gallagher (2:02,87)                        | 8:01,56   | AF    |
| 12.     | 2      | 1   | Nowa Zelandia     | Erika Fairweather (1:57,38) Carina Doyle (2:02,18) Eve Thomas (2:00,75) Ali Galyer (2:05,85)                         | 8:06,16   |       |
| 13.     | 1      | 7   | Turcja            | Wiktorija Zeynep Güneş (2:04,42) Beril Böcekler (2:02,03) Deniz Ertan (2:04,15) Merve Tuncel (2:00,36)               | 8:10,96   |       |
| 14.     | 1      | 8   | Korea Południowa  | Jung Hyun-young (2:01,27) Kim Seo-yeong (1:59,98) Han Da-kyung (2:04,38) An Se-hyeon (2:05,53)                       | 8:11,16   |       |
| 15. !   | 2      | 2   | Włochy            | Stefania Pirozzi (2:01,64) Anna Chiara Mascolo Giulia Vetrano Federica Pellegrini                                    | 9:99,99 ! | DSQ   |
| 16. !   | 2      | 8   | Hongkong          | | 9:99,99 ! | DNS   |

### Finał
| Miejsce | Tor | Państwo           | Zawodniczki | Czas    | Uwagi |
| ------- | --- | ----------------- | --- | ------- | ----- |
| 1. !    | 3   | Chiny             | Yang Junxuan (1:54,37) · Tang Muhan (1:55,00) · Zhang Yufei (1:55,66) · Li Bingjie (1:55,30)                         | 7:40,33 | WR    |
| 2. !    | 5   | Stany Zjednoczone | Allison Schmitt (1:56,34) Paige Madden (1:55,25) Katie McLaughlin (1:55,38) Katie Ledecky (1:53,76)                  | 7:40,73 | AM    |
| 2. !    | 4   | Australia         | Ariarne Titmus (1:54,51) Emma McKeon (1:55,31) Madison Wilson (1:55,62) Leah Neale (1:55,85)                         | 7:41,29 | OC    |
| 4.      | 6   | Kanada            | Summer McIntosh (1:55,74) Rebecca Smith (1:57,30) Kayla Sanchez (1:55,59) Penny Oleksiak (1:55,14)                   | 7:43,77 | NR    |
| 5.      | 2   | ROC               | Anna Jegorowa (1:58,22) Walerija Sałamatina (1:58,31) Wieronika Andrusienko (1:58,17) Anastasija Gużenkowa (1:57,45) | 7:52,15 |       |
| 6.      | 7   | Niemcy            | Isabel Gose (1:58,63) Leonie Kullmann (1:59,19) Marie Pietruschka (1:58,36) Annika Bruhn (1:57,71)                   | 7:53,89 |       |
| 7.      | 8   | Węgry             | Zsuzsanna Jakabos (1:58,61) Laura Veres (1:59,71) Ajna Késely (1:58,14) Boglárka Kapás (2:00,16)                     | 7:56,62 |       |
| 8.      | 1   | Francja           | Charlotte Bonnet (1:58,08) Assia Touati (1:58,82) Lucile Tessariol (2:00,86) Margaux Fabre (2:00,39)                 | 7:58,15 |       |